# Итальянская Восточная Африка
Итальянская Восточная Африка (итал. Africa Orientale Italiana) — административно-территориальное образование, объединявшее в 1936—1942 годах все колониальные владения Итальянского королевства в Восточной Африке — Эфиопию, Итальянскую Эритрею и Итальянское Сомали.

## История

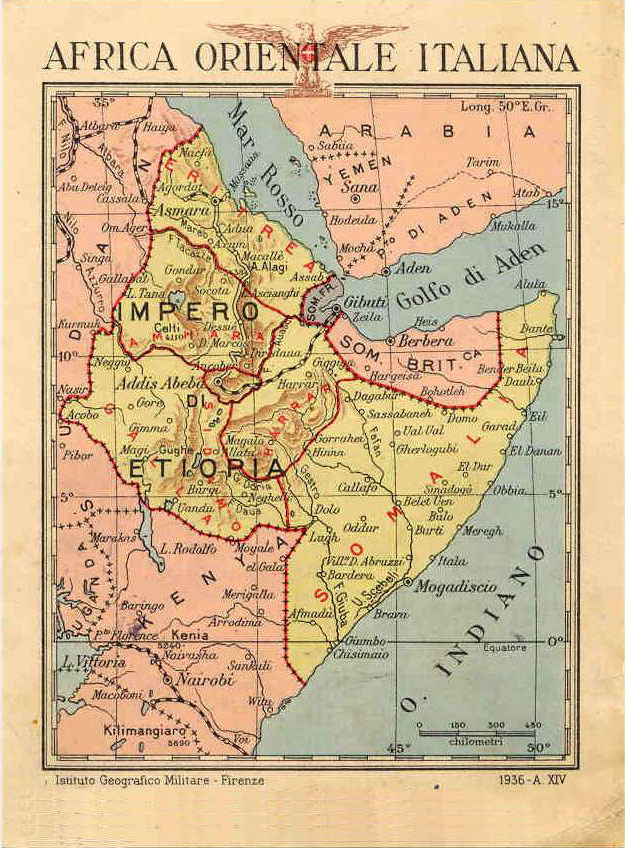
Карта с изображением итальянской Восточной Африки с границами провинций.

Итальянская Восточная Африка была образована 1 июня 1936 года после захвата итальянскими войсками территории Эфиопии в ходе Второй итало-эфиопской войны. В 1940 году в состав колонии было также включено захваченное итальянцами Британское Сомали. Фактически распалась в апреле-мае 1941 года, с наступлением британских войск из Кении и освобождения 6 апреля столицы Эфиопии Аддис-Абебы. Формально прекратила своё существование 27 ноября 1941 года после того, как был захвачен Гондэр — последний город, удерживаемый итальянскими войсками. До 1943 года итальянцы, перешедшие к тактике партизанской войны, продолжали оказывать сопротивление британцам.

## Административное деление

Итальянская Восточная Африка в 1938—1940

Королевским указом от 1 июня 1936 года Итальянская Восточная Африка была разделена на 5 губернаторств. Столицей вице-королевства стала Аддис-Абеба. 1 ноября 1938 года из территории, подчинённой непосредственно Аддис-Абебе и частей территорий соседних губернаторств было образовано шестое губернаторство — Шоа. Губернаторства Амхара, Галла-Сидамо, Харар и Шоа образовывали Итальянскую Эфиопию (часть эфиопских земель была передана Эритрее и Сомали).
Каждым губернаторством управлял губернатор при помощи губернаторского совета (Consiglio di Governo), члены которого являлись высшей властью на территории губернаторства. Губернаторства делились на губернские комиссариаты (Commissariati di Governo), управляемые губернскими комиссарами (Commissario di Governo), которым помогали вице-комиссары.
| Название                    | Итальянское название            | Столица     | Население | Аббревиатура |  |
| --------------------------- | ------------------------------- | ----------- | --------- | ------------ |  |
| Губернаторство Амхара       | Governatorato di Amara          | Гондэр      | 2.000.000 | AM           |  |
| Губернаторство Эритрея      | Governatorato dell’Eritrea      | Асмэра      | 1.000.000 | ER           |  |
| Губернаторство Харэр        | Governatorato di Harar          | Харэр       | 1.300.000 | HA           |  |
| Губернаторство Галла-Сидама | Governatorato di Galla e Sidama | Джимма      | 1.600.000 | GS           |  |
| Губернаторство Шоа          | Governatorato dello Scioa       | Аддис-Абеба | 300.000   | SC           |  |
| Губернаторство Сомали       | Governatorato della Somalia     | Могадишо    | 1.300.000 | SOM          |  |

## Вице-короли и генерал-губернаторы Итальянской Восточной Африки
- Пьетро Бадольо (9 мая 1936 — 11 июня 1936)
- Родольфо Грациани (11 июня 1936 — 21 декабря 1937)
- Амадей Савойский (21 декабря 1937 — 19 мая 1941)
- Пьетро Гаццера (и. о., 23 мая 1941 — 6 июля 1941)
- Гульельмо Наси (и. о., 6 июля 1941 — 27 ноября 1941)